# Ousmane Tanor Dieng
Ousmane Tanor Dieng (Nguéniène, 2 gennaio 1947 – Parigi, 15 luglio 2019) è stato un politico senegalese, dal 1996 alla morte segretario del Partito Socialista.
Si è presentato alle elezioni presidenziali del 2007 e a quelle del 2012 ottenendo, rispettivamente, il 13,6% e l'11,3% dei voti.
Ha ricoperto l'incarico di Vice-presidente dell'Internazionale Socialista.